# Jazzhaus Records
Jazzhaus Records is een onafhankelijk Duits platenlabel, dat onder meer jazz, blues, rock en popmuziek uitbrengt. Het werd in 2005 opgericht door Jazzhaus Freiburg, een  onderneming die een jazzclub beheert in de wijnkelder onder het Goethe-Institut in Freiburg. Hier worden concerten gegeven, niet alleen jazzconcerten, maar ook pop, rock en rap. Muzikanten en groepen die op het label uitkwamen zijn onder andere Bernard Allison, John Lee Hokker, Jr., Nuevo Tango Ensamble, The Brew, Pippo Pollina, Vdelli, Lina Button en Blassportgruppe.